# Xenillus butantaniensis
Xenillus butantaniensis är en kvalsterart som beskrevs av Pérez-Íñigo och Baggio 1980. Xenillus butantaniensis ingår i släktet Xenillus och familjen Xenillidae. Inga underarter finns listade i Catalogue of Life.